# Herzberger Quader

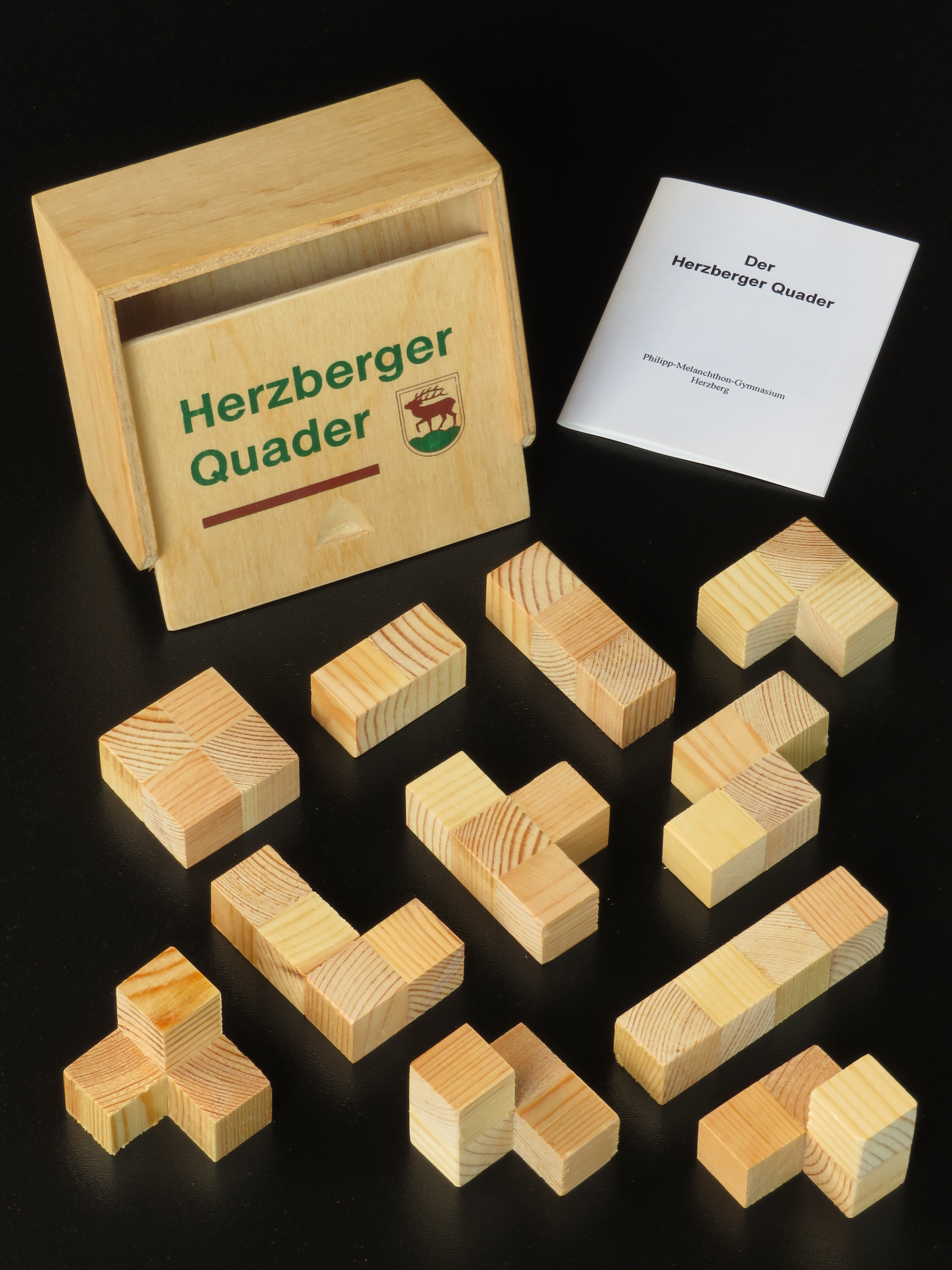
Der Herzberger Quader, wie er aus Anlass des Jubiläums 50 Jahre Abitur in Herzberg vom Förderverein des Philipp-Melanchthon-Gymnasiums herausgebracht wurde

Der Herzberger Quader ist ein Spiel zur Entwicklung des räumlichen Vorstellungsvermögens.
Er besitzt die Größe von 40 Einheitswürfeln (5×4×2) und besteht aus elf unterschiedlichen Polywürfeln, und zwar allen Polywürfeln vom Biwürfel bis zu den Tetrawürfeln. Das Spiel ähnelt dem aus nur sieben Teilen bestehenden Somawürfel.

## Mögliche Aufgabenstellungen

Die elf Teile zusammen haben 40 Einheitswürfel und können daher in einer 2 × 4 × 5-Box aufbewahrt werden

Die erste naheliegende Aufgabe ist der Zusammenbau des Quaders, um ihn in seinem Kästchen aufräumen zu können. Diese Aufgabe ist relativ einfach zu lösen.
Weiterhin gibt es als Aufgabenstellungen die verschiedensten Figuren, die unter Verwendung aller Teile zu bauen sind.
Wird nur eine Teilmenge der vorhandenen Polywürfel genutzt, kann daraus ein Würfel mit der Kantenlänge 3 erzeugt werden. Die erste Aufgabe ist dabei die Auswahl der in Frage kommenden Teile, wobei eine der Möglichkeiten der Somawürfel ist. Anschließend müssen die Würfel zusammengesetzt werden.
Deutlich anspruchsvollere Aufgaben erfragen die Anzahl aller verschiedenen Möglichkeiten, die Ausgangsteile in einer bestimmten Figur anzuordnen. Oder es sollen Beweise dafür erbracht werden, welche Figuren mit welchen Polywürfeln realisiert beziehungsweise nicht realisiert werden können.

## Geschichte
Autor des Herzberger Quaders ist Oberstudienrat Gerhard Schulze (1919–1995), der sich in seiner außerunterrichtlichen Tätigkeit in den Jahren 1982–1994 intensiv mit mathematischen Spielen beschäftigte.
Anlässlich der 800-Jahr-Feier seiner Heimatstadt Herzberg im Jahr 1984 wurde der Herzberger Quader erstmals produziert und somit einer breiten Öffentlichkeit bekannt gemacht.
In der mathematischen Schülerzeitschrift alpha erschienen weitere Artikel über den Herzberger Quader.
Seit 2008 werden interessierte Mathematiklehrer durch speziell aufbereitete Arbeitsmaterialien in der Anwendung des Herzberger Quaders im Schulunterricht unterstützt.